# Emerging Island
Emerging Island (englisch für Erscheinende Insel) ist eine 3 km lange und eisbedeckte Insel vor der Borchgrevink-Küste des ostantarktischen Viktorialands. Sie liegt etwa 2,5 km östlich des Index Point im nördlichen Teil der Lady Newnes Bay. Die Insel ragt nur wenig über das Niveau des Eises im Mündungsgebiet des Mariner-Gletschers auf.
Den deskriptiven Namen verlieh ihr 1966 das New Zealand Antarctic Place-Names Committee.